# 9985 Akiko
Format:Voir homonymes
9985 Akiko este un asteroid din centura principală de asteroizi.

## Descriere
9985 Akiko este un asteroid din centura principală de asteroizi. A fost descoperit pe 12 mai 1996 la Yatsuka de Robert H. McNaught și Hiroshi Abe (astronom). Asteroidul prezintă o orbită caracterizată de o semiaxă mare de 2,30 ua, o excentricitate de 0,14 și o înclinație de 5,4° în raport cu ecliptica.